# 胡辉
胡辉（1985年9月—），男性，土家族，湖南人，中华人民共和国政治人物。

## 生平
2016年1月，胡辉任中共桑植县洪家关白族乡党委书记，期间走遍了全乡23个村318个村民小组，两次荣记三等功、一次荣记二等功。因在脱贫攻坚战中作出突出贡献，2021年2月25日全国脱贫攻坚总结表彰大会上，胡辉被授予“全国脱贫攻坚先进个人”。现任桑植县人民政府副县长。